# Etlingera versteegii
Etlingera versteegii är en enhjärtbladig växtart som först beskrevs av Theodoric Valeton, och fick sitt nu gällande namn av Rosemary Margaret Smith. Etlingera versteegii ingår i släktet Etlingera och familjen Zingiberaceae. Inga underarter finns listade i Catalogue of Life.